# Bürgermeisterei Königswinter

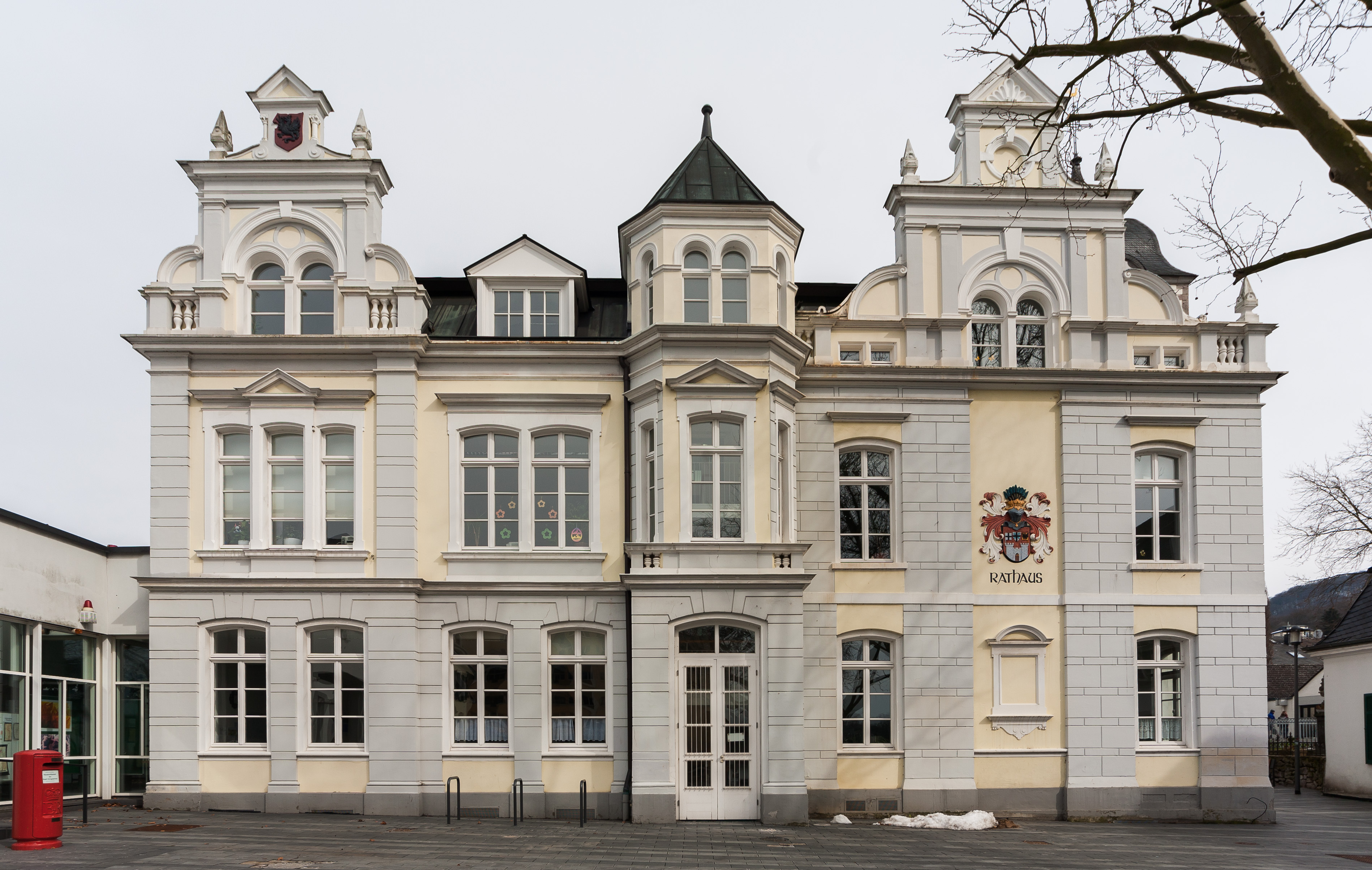
Altes Rathaus von Königswinter, ab 1892/93 Amtssitz der Bürgermeisterei

Die Bürgermeisterei Königswinter war eine von neun preußischen Bürgermeistereien, in die sich der 1816 gebildete Kreis Siegburg (1820 mit dem aufgelösten Kreis Uckerath vereint und 1825 in Siegkreis umbenannt) im Regierungsbezirk Köln verwaltungsmäßig gliederte. Der Regierungsbezirk, damit auch die Bürgermeisterei Königswinter, gehörte zunächst zur Provinz Jülich-Kleve-Berg, die 1822 mit der Provinz Großherzogtum Niederrhein zur Rheinprovinz zusammengefasst wurde. Der Verwaltungsbezirk der Bürgermeisterei Königswinter umfasste ursprünglich vier Gemeinden.  Der Verwaltungssitz war in der heutigen Stadt Königswinter im Rhein-Sieg-Kreis in Nordrhein-Westfalen. 1843 war sie mit 7218 Einwohnern die drittgrößte Bürgermeisterei (nach Köln und Bonn) im Regierungsbezirk Köln.
1889 entstand durch die Stadterhebung der Gemeinde Königswinter neben der Bürgermeisterei Königswinter die Bürgermeisterei Königswinter-Land mit den Gemeinden Aegidienberg und Ittenbach, die Bürgermeisterei Königswinter bestand seitdem nur noch aus der Stadt Königswinter. Die Bürgermeisterei Königswinter-Land wurde 1927 in Amt Königswinter-Land umbenannt. 1969 wurde das Amt Königswinter-Land aufgelöst.

## Zugehörende Gemeinden
Zur Bürgermeisterei gehörten folgende Gemeinden mit ihren Ortschaften und Wohnplätzen (Stand 1843; z. T. heutige Schreibweise):
- Gemeinde Aegidienberg mit dem Kirchdorf Aegidienberg, den ehemaligen Honschaften Brüngsberg, Himberg, Höhe, Hövel, Orscheid, Retscheid, Siefenhoven und Wülscheid, den Weilern Efferoth und Neichen, einzelnen Häusern in Rottbitze und Wintersberg, einem einzelnen Haus in Schuß sowie der Mahlmühle Quirrenbach
- Gemeinde Honnef mit den ehemaligen Honschaften Bondorf, Beuel, Mülheim, Rhöndorf, Rommersdorf und Selhof, dem Weiler Menzenberg, den Höfen Grafenwerth, Hagerhof, Löwenburg (mit Mahlmühle), Servatius, Steinbusch und Zickelburg sowie den Mühlen Ölmühle und Hirsenmühle; 1862 mit Stadterhebung als eigene Bürgermeisterei aus der Bürgermeisterei Königswinter ausgegliedert
- Gemeinde Ittenbach mit dem Kirchdorf Ittenbach, der ehemaligen Honschaft Hüscheid, dem Weiler Döttscheid, den Höfen Laagshof, Margarethenkreuz und Stöckerhof, einzelnen Häusern in Röttchen, einem einzelnen Haus in Lahr sowie der Mahlmühle Hüscheidermühle
- Gemeinde Königswinter mit den Höfen Burghof, Drachenfels, Herrmannsroth, Obersten-Kuckstein, Rüdennet, Untersten-Kuckstein, Wintermühlenhof und Wülsdorferhof, den Mühlen Kreuzmühle und Wintermühle sowie der Mahlmühle Löwensprüchen.

## Geschichte
Das Verwaltungsgebiet der Bürgermeisterei Königswinter war bis zum Beginn des 19. Jahrhunderts zweigeteilt: die Gemeinden Aegidienberg und Honnef waren bis 1806 Teil des Amtes Löwenburg im Herzogtum Berg, die Gemeinden Königswinter und Ittenbach bis 1803 Teil des Amtes Wolkenburg im Kurfürstentum Köln, das von 1803 bis 1806 zum Fürstentum Nassau-Usingen gehörte. 1806 ging das gesamte Gebiet im Zusammenhang mit der Bildung des Rheinbundes im Großherzogtum Berg auf. Das Amt Löwenburg blieb zunächst, erweitert um das Gebiet des Amtes Wolkenburg und der Herrlichkeit Vilich, bestehen. Mit der Einführung der Munizipalverfassung durch die „Provinzial- und Gemeinde-Verwaltungsordnung für das Großherzogtum Berg“ vom 18. Dezember 1808 wurde durch die französische Verwaltung unter Napoléon Bonaparte die Mairie Königswinter gebildet, die im Frühjahr 1809 ihre Arbeit aufnahm. Die Mairie gehörte bis 1813 zum Kanton Königswinter, Arrondissement Mülheim am Rhein, Département Rhein. Während der provisorischen Verwaltung im Generalgouvernement Berg trug die Mairie ab Dezember 1813 die Bezeichnung „Bürgermeisterei“.
Aufgrund der Beschlüsse auf dem Wiener Kongress wurde 1815 das Rheinland dem Königreich Preußen zugeordnet. Unter der preußischen Verwaltung wurden 1816 Provinzen, Regierungsbezirke und Kreise gebildet, die Verwaltungsstrukturen auf der Ebene der Bürgermeistereien (bis 1813 „Mairien“ genannt) wurden vorerst beibehalten. Die Bürgermeisterei Königswinter gehörte zum Kreis Siegburg (ab 1825 „Siegkreis“) im Regierungsbezirk Cöln, Provinz Jülich-Kleve-Berg. 1822 kam der Regierungsbezirk Köln und damit die Bürgermeisterei Königswinter zur damals neu gebildeten Rheinprovinz. Mit Erlass einer Gemeindeordnung für die Rheinprovinz kam es 1845 zur rechtlichen Anerkennung der durch die Bürgermeisterei verwalteten Gemeinden als Gebietskörperschaften mit eigenem Vorsteher und Gemeinderat. 1862 wurde die Gemeinde Honnef zur Stadt nach der Rheinischen Städteordnung erhoben und aus der Bürgermeisterei ausgegliedert. Seitdem 1889 auch die Gemeinde Königswinter zur Stadt erhoben wurde und auf diese Weise eine eigene Bürgermeisterei bildete, war ihr Bürgermeister in Personalunion auch Vorsteher der Bürgermeisterei Königswinter-Land.
So wie alle Landbürgermeistereien in der Rheinprovinz wurde die Bürgermeisterei Königswinter-Land 1927 in „Amt Königswinter-Land“ umbenannt, die aus der Stadt Königswinter bestehende Bürgermeisterei galt seitdem als „amtsfreie Gemeinde“. Im Rahmen der kommunalen Neugliederung des Raumes Bonn wurden zum 1. August 1969 das Amt Königswinter-Land sowie die dem Amt angehörenden Gemeinden aufgelöst. Ittenbach und Königswinter wurden mit anderen Gemeinden zu der neuen amtsfreien Gemeinde unter dem Namen „Stadt Königswinter“ im Rhein-Sieg-Kreis zusammengeschlossen, die Gemeinde Aegidienberg wurde als Stadtbezirk der Stadt Bad Honnef zugeordnet.

## Statistiken
Nach der Topographisch-Statistischen Beschreibung der Königlich Preußischen Rheinprovinzen aus dem Jahr 1830 gehörten zur Bürgermeisterei Königswinter eine Stadt, drei Dörfer und zehn einzeln stehende Höfe. Der Bevölkerung standen acht Kirchen und Kapellen zur Verfügung. Weiterhin gab es 13 öffentliche Gebäude und 970 Privatwohnhäuser. Im Jahr 1816 wurden in den zur Bürgermeisterei gehörenden Ortschaften insgesamt 5182 Einwohner gezählt, 1828 waren es 5959 Einwohner, darunter 2949 männliche und 3010 weibliche; 5822 Einwohner gehörten dem katholischen, 31 dem evangelischen und 106 dem jüdischen Glauben an. Hier ist anzumerken, dass die als „Stadt“ aufgeführte Gemeinde Königswinter erst 1889 Stadtrechte erhielt, diese Bezeichnung aber auch siedlungsgeographisch und als Synonym für „städtische Struktur“ verstanden werden kann.
Weitere, durch die zwischenzeitliche Ausgliederung einer Gemeinde nicht mit den Angaben von 1830 vergleichbare Details entstammen dem „Gemeindelexikon für das Königreich Preußen“ aus dem Jahr 1888, das auf den Ergebnissen der Volkszählung vom 1. Dezember 1885 basiert. Im Verwaltungsgebiet der Bürgermeisterei Königswinter lebten insgesamt 5266 Einwohner in 971 Gebäuden und 1140 Haushalten; 2478 der Einwohner waren männlich und 2788 weiblich. Es waren 4995 katholisch und 248 evangelisch; in Königswinter waren 22 Juden ansässig.
1885 betrug die Gesamtfläche der drei zugehörigen Gemeinden 3354 Hektar, davon waren 1085 Hektar Ackerland, 262 Hektar Wiesen und 1697 Hektar Wald.